# Jean-Pierre Delaunay
Pour les articles homonymes, voir Delaunay.
Jean-Pierre Delaunay est un footballeur français né le 17 janvier 1966 à Sainte-Adresse. Il était défenseur central. 
Il a disputé 306 matchs en championnat avec le HAC, ce qui fait de lui le second joueur havrais le plus capé, derrière Jean-Michel Lesage. 

## Carrière
- 1986-1999 :  Le Havre AC
- 1999-2000 :  Dundee United[1]

## Palmarès
- Champion de France de D2 en 1991
- International International espoirs français